# Geschäftshaus Erste Schlachtpforte 1
Das Geschäftshaus Erste Schlachtpforte 1 an der Schlachte befindet sich in Bremen, Stadtteil Mitte. Es entstand 1955.
Das Gebäude steht im Ensemble Schlachte seit 1973 unter Bremer Denkmalschutz.

## Geschichte

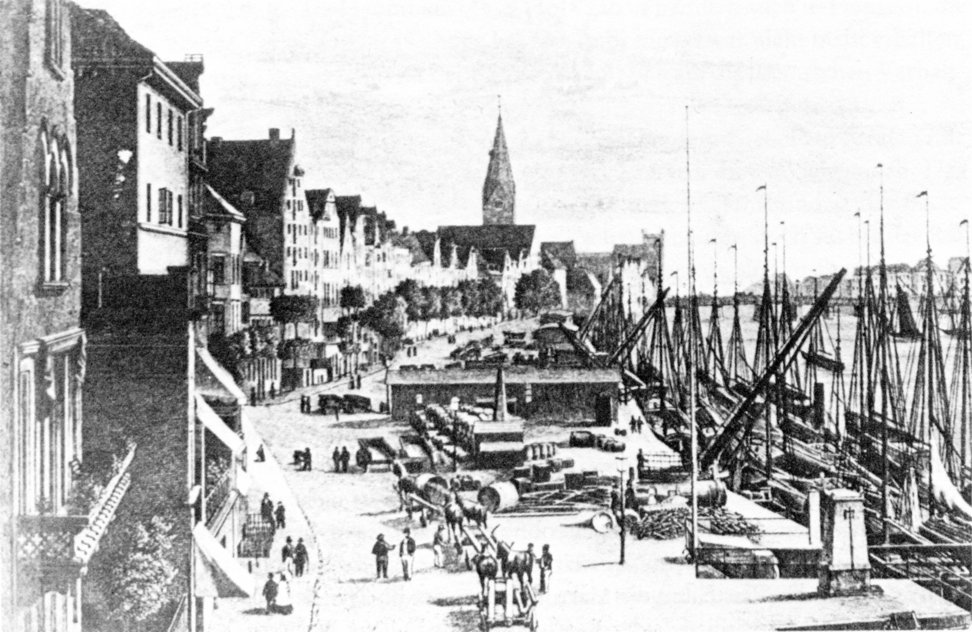
Schlachte um 1862

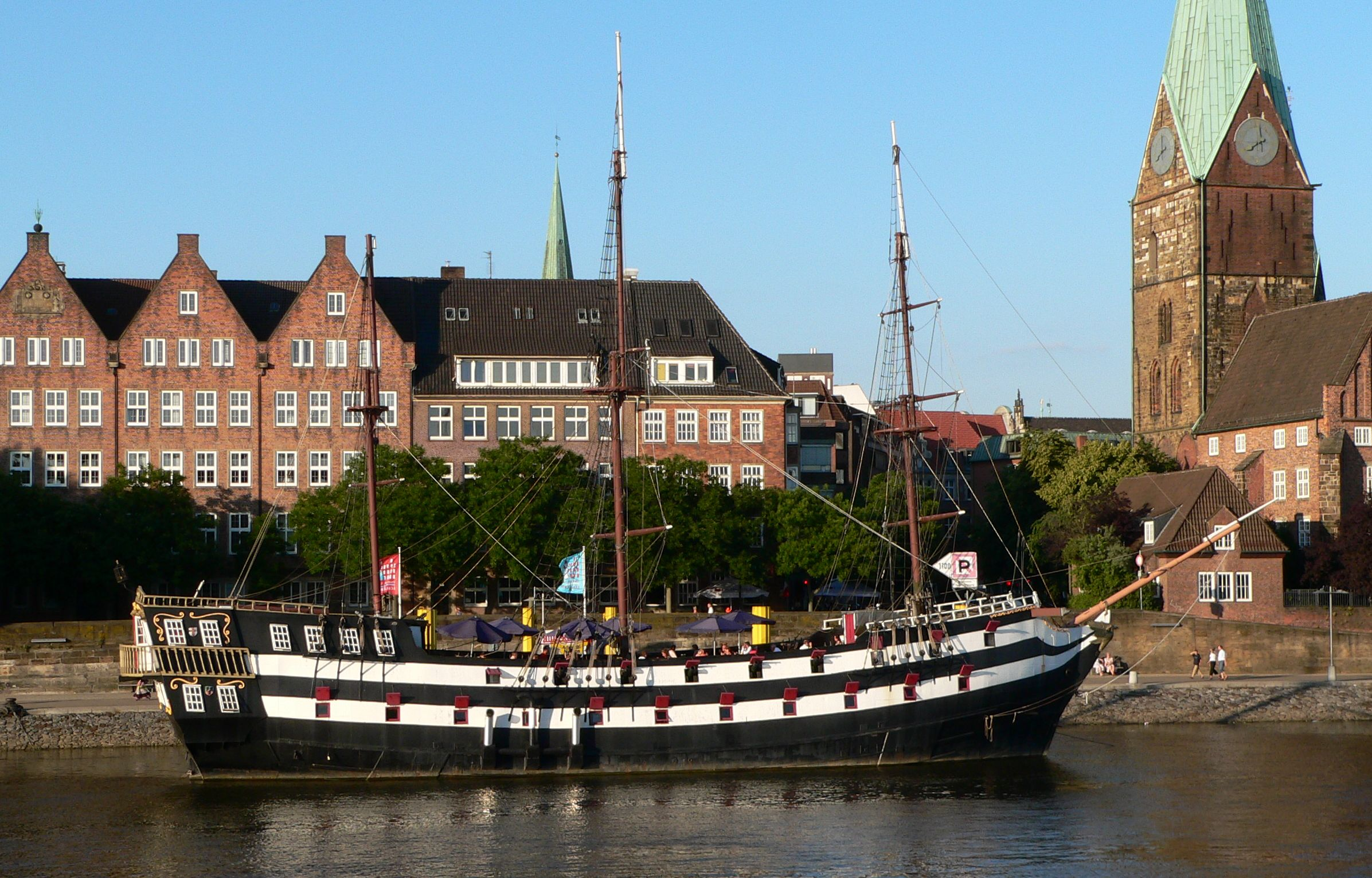
Schlachte 3 bis 5 und das Eckhaus neben der Martinikirche

Vom 16. Jahrhundert bis zum 19. Jahrhundert entstand die Schlachte als Hafen von Bremen. Um 1870 wurde der Hafenbetrieb an der Weser-Uferpromenade Schlachte eingestellt. In diesem Bereich der Schlachte standen zumeist zwei- bis viergeschossige Giebelhäuser. Die Häuser wurden im Zweiten Weltkrieg weitgehend zerstört. Der Wiederaufbau auf der oberen Ebene der Schlachte fand von um 1948 bis zumeist 1955 und auch um 1960 statt.
Das viergeschossige verklinkerte Eckhaus mit einem Walmdach und dem Erker ab dem ersten Obergeschoss wurde 1955 als Geschäftshaus gebaut. Das Haus steht direkt gegenüber der im Krieg schwer beschädigten, aber erhaltenen und wieder aufgebauten Martinikirche. Der Neubau musste sich deshalb gestalterisch entsprechend anpassen.
Heute (2018) wird das Gebäude für Büros u. a. der Arag-Versicherung sowie Energy Bremen und Radio Roland sowie durch eine Gaststätte und zum Wohnen genutzt.